# LU-653
La carretera autonómica LU-653 es una carretera secundaria de la Junta de Galicia que une las localidades de Estación y Hospital, situadas respectivamente en los municipios de Puebla del Brollón y Incio, en la provincia de Lugo. Tiene una longitud de 18,6 km.

## Trazado
Comienza su trazado junto a la estación de Puebla de Brollón, en la localidad de Estación. En este núcleo se cruza con la carretera LU-933 y se dirige hacia el norte. 
Posteriormente entra en la villa de Puebla del Brollón, recibiendo el nombre de Avenida de Outeiro. Unos metros más al norte se encuentra una rotonda, donde enlaza con las carreteras LU-P-4701 hacia Folgoso de Caurel y LU-P-4713 que une Puebla del Brollón con la carretera LU-652. Justo después cruza el río Saa. A partir de la rotonda, recibe el nombre de Avenida de Galicia hasta la salida de la villa.
En el municipio cruza también los núcleos de Alto de Santa Lucía, Ferreirúa, donde cruza el río Picarrexo, y Pacios de Veiga, donde pasa sobre el río Cabe. Al salir de Pacios entra en una zona boscosa, siguiendo el valle del río Cabe por su margen derecho. Finalmente pasa por la localidad de Biduedo.
En el punto kilométrico 13,7 deja el municipio de Puebla del Brollón para adentrarse en el de Incio. Posteriormente pasa por Dompiñor y Diciona para terminar a la altura de Hospital en la LU-642 que une Incio y Ferrería.

### Cruces y salidas
| Kilómetro | Localidad           | Salidas hacia la izquierda (dirección Incio) | Salidas hacia la derecha (dirección Incio) | Notas |
| --------- | ------------------- | --- | --- | ----- |
| 0,000 km  | Estación            | LU-P-4702 Vilachá - N-120 | |       |
| 0,580 km  | Estación            | LU-933 Monforte de Lemos | LU-933 Quiroga |       |
| 1,620 km  | Puebla del Brollón  | | LU-P-4709 Piñeiros - Vilarmao - Castroncelos |       |
| 2,430 km  | Puebla del Brollón  | 1ª Salida: LU-P-4701 Lamaiglesia - Salcedo - Parada dos Montes - Folgoso de Caurel 2ª Salida: LU-653 Hospital 3ª Salida: LU-P-4713 Cereixa - LU-652 4ª Salida: LU-653 Estación | 1ª Salida: LU-P-4701 Lamaiglesia - Salcedo - Parada dos Montes - Folgoso de Caurel 2ª Salida: LU-653 Hospital 3ª Salida: LU-P-4713 Cereixa - LU-652 4ª Salida: LU-653 Estación |       |
| 3,150 km  | Puebla del Brollón  | | LU-P-4707 Saa |       |
| 3,320 km  |                     | Brollón | |       |
| 3,890 km  |                     | Castrosante | San Adrián |       |
| 3,970 km  |                     | | Campo de fútbol Os Medos |       |
| 4,360 km  |                     | | Punto limpio |       |
| 5,150 km  | Alto de Santa Lucía | Castrosante | Ferreiros - Saa |       |
| 5,960 km  |                     | | Ferreiros |       |
| 6,710 km  |                     | LU-P-4703 Veiga - Santalla de Rei - Piño | |       |
| 7,110 km  | Ferreirúa           | Ferreirúa de Baixo | |       |
| 7,360 km  | Ferreirúa           | | LU-P-4704 Ferreiros |       |
| 7,750 km  |                     | | Marcón |       |
| 8,880 km  | Pacios de Veiga     | Santalla de Rey | |       |
| 8,920 km  | Pacios de Veiga     | LU-P-4703 Canedo - Óutara | |       |
| 13,460 km | Biduedo             | | Biduedo |       |
| 16,080 km |                     | | Saa - San Pedro - Monteagudo |       |
| 12,320 km | Hospital            | LU-642 Incio | LU-642 A Ferrería |       |